# ساکاموتو اوتومه
ساکاموتو اوتومه (به ژاپنی: 坂本乙女)، (۱۸۷۹–۱۸۳۲ میلادی) یک زن در اواخر دوره ادو از اهالی قلمروی توسا، فرزند ساکاموتو هاچیهی  و ساکاموتو کو و خواهر بزرگتر ساکاموتو ریوما بود.
وی در ناگیناتاجوتسو (هنرهای رزمی)، کنجوتسو (شمشیرزنی)، سوارکاری، تیراندازی با کمان و دیگر هنرهای رزمی ماهر بود.